# Hrywa (obwód homelski)
Hrywa (biał. Грыва; ros. Грива, Griwa) – osiedle na Białorusi, w obwodzie homelskim, w rejonie homelskim, w sielsowiecie Pakalubiczy.